# Vojtěšín
Vojtěšín je malá vesnice, část obce Úněšov v okrese Plzeň-sever v Plzeňském kraji. Nachází se asi čtyři kilometry severozápadně od Úněšova. Vojtěšín je také název katastrálního území o rozloze 2,1 km².

## Historie
První písemná zmínka o vesnici pochází z roku 1379. Název obce nemá souvislost s českým světcem svatým Vojtěchem, neboť původní jméno, jež bylo zaznamenáno v konfirmační listině kláštera v Teplé znělo Otěšín. Roku 1540 náležel Vojtěšín k panství Bezdružice, od roku 1569 k švamberskému panství a od roku 1712 k panství Lӧwensteinskému. Roku 1788 zde bylo sedm hospodářství a stejný počet byl i v 19. století. Před druhou světovou válkou bylo ve vesnici třináct domů, v nichž žilo 75 obyvatel. Roku 1947 do ní bylo přestěhováno osm rodin reemigrantů ze Sovětského svazu.

## Obyvatelstvo
Při sčítání lidu v roce 1921 zde žilo osmdesát obyvatel (z toho 28 mužů), z nichž bylo 79 Němců a jeden cizinec. Všichni se hlásili k římskokatolické církvi. Podle sčítání lidu z roku 1930 měla vesnice 63 obyvatel německé národnosti a římskokatolického vyznání.
| Rok            | 1869 | 1880 | 1890 | 1900 | 1910 | 1921 | 1930 | 1950 | 1961 | 1970 | 1980 | 1991 | 2001 | 2011 | 2021 |
| -------------- | ---- | ---- | ---- | ---- | ---- | ---- | ---- | ---- | ---- | ---- | ---- | ---- | ---- | ---- | ---- |
| Počet obyvatel | 59   | 71   | 68   | 68   | 80   | 80   | 63   | 37   | 24   | 15   | 15   | 9    | 8    | 12   | 20   |
| Počet domů     | 7    | 10   | 9    | 11   | 11   | 12   | 13   | 13   | 13   | 6    | 6    | 6    | 5    | 6    | 12   |

## Obecní správa
Při sčítání lidu v letech 1869–1950 Vojtěšín byl osadou obce Štipoklasy, se kterým patřil nejprve do okresu Teplá, ale v letech 1900–1930 v okrese Planá a v roce 1950 v okrese Stříbro. V letech 1961–1976 byl částí obce Číhaná v okrese Plzeň-sever. Od 30. dubna 1976 je částí obce Úněšov v okrese Plzeň-sever.

## Drobné sakrální památky
- Na návsi stojí boží muka přemístěná z nedalekého lesa. Jsou ukončena výklenkovým polokruhem, kam byl vložen obrázek svatého Vojtěcha.[5]